# إفلين بسترس
إفلين بسترس ناشطة نسوية لبنانية ومدافعة عن حقوق المرأة، ولدت في 15 أبريل 1878 في بيروت القابعة تحت الاحتلال العثماني آنذاك، وكانت آخر أولاد جريس تويني وكتبة سرسق بعد زاهية، وميشال، وغبريال، وجان، وألفرد.
تلقّت تعليمها في المدرسة الداخلية لدى راهبات الناصرة، وانتقلت في العام 1899 للإقامة عند أخيها جان في فرنسا، وكان من دبلوماسيي الباب العالي. تلقّت في العام 1900 دروساً في الرسم في باريس وزارت المعرض العالمي المقام في العاصمة الفرنسية.
تزوّجت غبريال بسترس في 9 تشرين الأول/ أكتوبر 1904 وأنجبت في العام التالي وحيدها فادي الذي أكبّت على تعليمه، فأدارت دراساته الابتدائية بمساعدة مدرّسين منزليّين. وتنوعّت إجازات العائلة بين أملاكها في كلّ من مصر وفلسطين.
وبين العامين 1914 و1919 توجّهت عائلتا بسترس وتويني إلى مصر هرباً من الحرب، وخطت إفلين أولى خطواتها الأدبية في صحيفة Ebauche وباشرت أبحاثها لكتابة رواية تاريخية حول أولى سنوات عهد الإسلام.
وبعد أشهر عدّة قضتها في بيروت، أقامت بين العامين 1919 و1930 في باريس التي رأت فيها موطناً للآداب والفنون، وهناك تابع ابنها دروسه، واقتصرت زيارات العائلة في تلك السنوات إلى لبنان على بعض الإجازات الصيفية بين عالية وسوق الغرب.
أصدرت إفلين بسترس في باريس في العام 1926 «يد الله» عن دار نشر Bossard كما أصدرت في العام 1929 Fredons في بيروت، وهو كتاب يدعو إلى الحوار والتقارب الإسلامي المسيحي.
وبعد أن استقرت في لبنان بشكل نهائي، اضطلعت في العام 1931 بعدد من الأنشطة ذات الطابع الاجتماعي والثقافي ومنها إنشاء Syriban وتأسيس أول صالون للرسم اللبناني في البرلمان اللبناني.
انتُخبت رئيسةً لتجمّع النهضة النسائية في العام 1934 وتبوأت هذا المنصب طوال خمس وثلاثين سنة، وانتخبت في العام نفسه رئيسةً لجمعية أهل الأدب Société des Gens de Lettres
نشرت في تلك الفترة عدداً من المقالات والأعمال المترجمة في الصحافة اللبنانية الناطقة بالفرنسية ولا سيما صحيفة Phénicia، كما ذهبت في رحلات لإجراء الأبحاث والتعرّف إلى التقاليد العربية ومنابعها.
تولّت في العام 1938 رئاسة الوفد اللبناني إلى مؤتمر الاتحادات النسائية العربية في مصر.
شاركت في العامين 1938 و1939 في تنظيم الجناح اللبناني في المعرض العالمي في نيويورك، وأشرفت على لوحات الألوان المائية بريشة جورج سير التي تظهر التقاليد اللبنانية.
تابعت أثناء الحرب العالمية الثانية نشاطها في الحركة النسائية حيث اضطلعت بأهم المسؤوليات وأكبرها.
ترأست في العام 1942 الاتحاد النسائي اللبناني العربي الذي جمع تحت لوائه الجمعيات النسائية الثلاثين المسجّلة في الدولة، وتبوأت سدّة المسؤولية مداورةً مع ابتهاج قدورة حتى العام 1946، ثم بين العامين 1949 و1953.
وفي 12 نوفمبر 1943 كانت والحركة النسوية في طليعة المسيرة المطالبة باستقلال لبنان.
شاركت في العام 1945 كعضو مؤسس في إنشاء نادي القلم اللبناني.
ترأست في العام 1946 الوفد اللبناني في المؤتمر الدولي للاتحادات النسائية في حيدر آباد في الهند وأصدرت في العام التالي «البعثة في الهند» في دفاتر الشرق وهو بمثابة مذكراتها عن المؤتمر.
وفي العام 1949 أنهت روايتها الثانية «تحت عصا الخياط» ولكنّها أجّلت نشرها.
في 24 تشرين الثاني/ نوفمبر 1952 عقدت حلقةً بعنوان Réminiscence في الندوة اللبنانية، وكانت العضو النسائي الأول فيها.
شاركت إفلين بسترس في العام 1953 في تأسيس جمعية إنعاش القرية التي أنشأت عشرات المدارس المجانية في القرى، وقد ترأست الجمعية على مدى أكثر من عشر سنوات.
نشرت في العام 1956 كتيّب Evocations تخليداً لذكرى ميشال شيحا.
نشرت في العام 1958 روايتها «تحت عصا الخياط» في المطبعة الكاثوليكية في بيروت.
وقبل وفاتها، نظّم احتفال أخير في منزلها مُنحت خلاله وسام الاستحقاق اللبناني الذهبي، وأطلعها رئيس مجلس بلديّة بيروت أمين بيهم على اقتراح البلدية إطلاق اسم إفلين بسترس على الحديقة المزمع إنشاؤها في الرملة البيضاء. وفي العام 1973، أيّد رئيس الحكومة تقي الدين الصلح صديق إفلين القديم هذا القرار ومضى به نحو التنفيذ.
وفي 26 نوفمبر1971 توفيت إفلين بسترس في المنزل الذي أبصرت فيه النور.